# Tosny
Tosny foi uma antiga comuna francesa na região administrativa da Normandia, no departamento de Eure. Estendia-se por uma área de 14,87 km². Em 2010 a comuna tinha 676 habitantes (densidade: 45,5 hab./km²).
Em 1 de janeiro de 2017, passou a formar parte da nova comuna de Les Trois Lacs.